# Open face poker

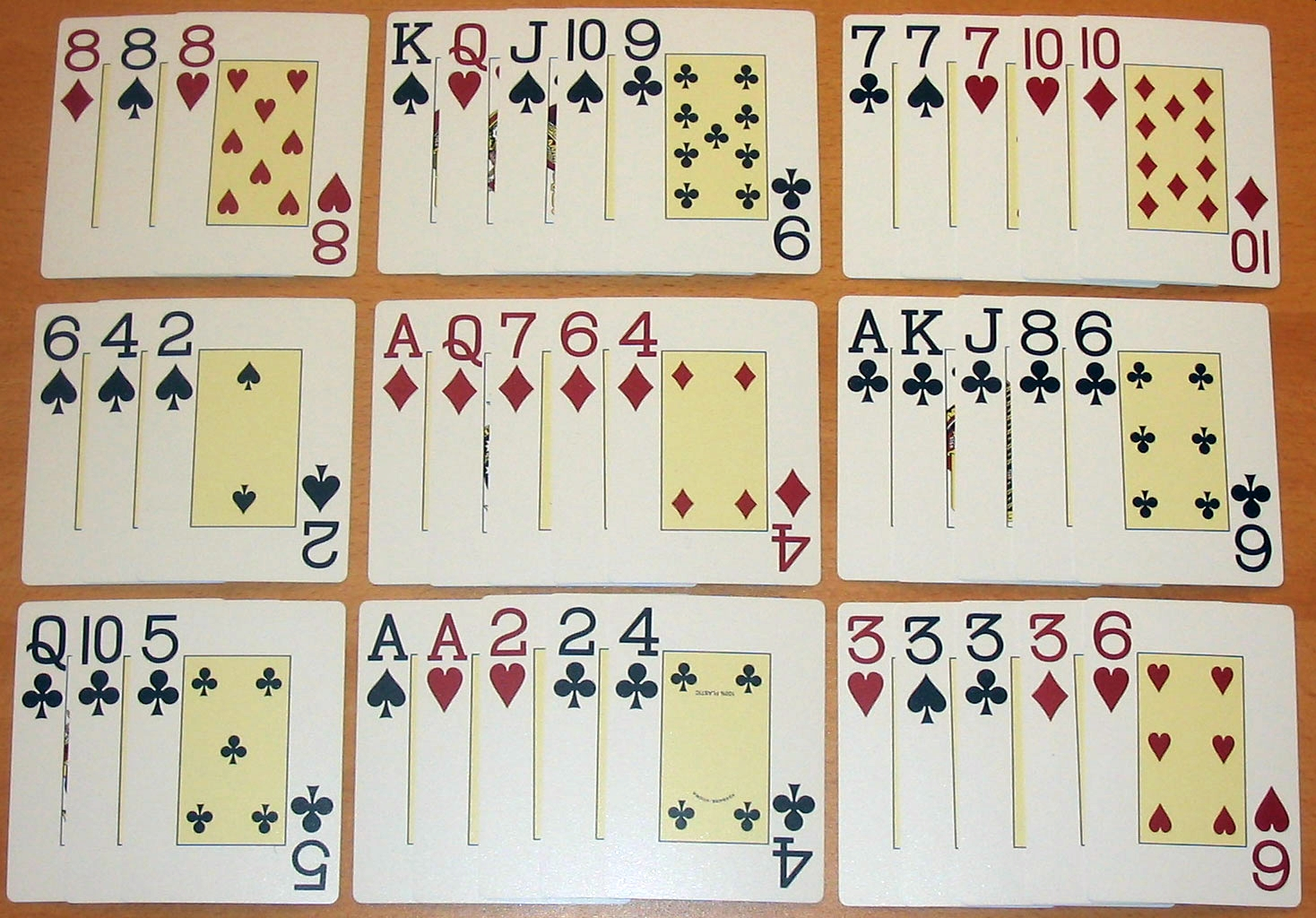
Mano di poker cinese.

Open face chinese poker, OFCP, noto anche come open face chinese o OFC, e meglio ancora in Italia come open face poker o OFP, è una variante del poker cinese in cui i giocatori ricevono cinque carte per iniziare il gioco e quindi una o più carte (a seconda della variante di gioco) sino a 13.

## Storia
L'origine del gioco è ancora incerta ma se ne inizia a parlare  in Finlandia a metà degli anni 2000  per poi diffondersi in Russia negli anni successivi. Il giocatore professionista Alex Kravchenko, accreditato di aver introdotto il gioco tra la comunità dei giocatori di poker, descrive il successo del gioco come "la diffusione di un virus". Il gioco è stato introdotto negli Stati Uniti nel 2012 e in Italia se ne è iniziato a parlare nel 2014 e nel gennaio 2015 è nata la prima poker room online esclusivamente dedicata al gioco.
L'open face chinese poker è spesso giocato come gioco complementare durante i tornei live di poker. Tra i giocatori professionisti e high roller vengono giocate cifre anche superiori ai $5.000. I casinò Venetian, Bellagio e Wynn tutti situati a Las Vegas, Nevada, hanno contribuito in modo decisivo alla diffusione dell'open face poker proponendo regolarmente il gioco sui loro tavoli.
Nel dicembre del 2014 TonyBet ha organizzato il primo Campionato Mondiale di OFP in cui Jennifer Shahade ha vinto la categoria High Roller e Mikal Blomlie il Main Event

## Regole del gioco
OFP è un gioco prevalentemente giocato da due o tre persone, sebbene possa essere giocato anche in quattro. Ogni giocatore deve posizionare tredici carte su tre file (dette anche "mani"): 3 carte nella fila "front", 5 nella "middle" e 5 nella "back". Il gioco si svolge in senso orario ed il primo a giocare è il giocatore a sinistra del dealer. Come nel poker chinese classico, anche nell'open face poker la fila "back" deve essere più forte o uguale alla fila "middle" e quest'ultima più forte o uguale alla fila "front". La forza, il valore di ogni "fila" (mano) è determinata dalla classica classificazione del valore delle mani del poker. Per questo solo nella fila "back" e "middle" è possibile ottenere le mani di poker con le migliori 5 carte, mentre nella fila "front" al massimo è possibile ottenere un tris: la miglior mano in questo caso sarà AAA. Scala e colore nella fila "fon" non sono ammesse. [5]

## Scopo del gioco
Lo scopo del gioco è ottenere più punti rispetto agli avversari vincendo il confronto tra le rispettive mani (si confrontano ad es. la fila "front" tra tutti gli avversari e la più forte ottiene punti) e/o raccogliendo speciali "royalty" senza "sballare" (più avanti la spiegazione del "fouling" o regola dello "sballare").
In pratica per vincere su una "fila" è necessario avere una mano di poker più forte rispetto alla stessa fila dell'avversario, ad es.:
|        | Ivey             | Hellmuth       | Vincitore |
| Front  | 6♠ 6♣ 4♥         | A♥ K♦ Q♦       | Ivey      |
| Middle | 10♦ 10♠ 9♣ Q♠ 8♣ | 9♥ 9♦ 5♥ 5♦ 4♣ | Hellmuth  |
| Back   | 3♥ 3♦ 3♠ 2♥ 2♦   | K♠ J♠ 9♠ 8♠ 7♠ | Ivey      |

Ivey vince la fila front e back ma perde nella middle. Per maggiori dettagli vedi la sezione punteggi.

## Sballare
Sballare (in inglese Fouling) significa comporre una mano non consentita dalle regole. Come detto infatti la fila back deve essere uguale o più forte della middle e la middle uguale o più forte della front: se questo non accade il giocatore sballa. Nel caso di "sballo" il giocatore che ha sballato perde 6 punti (1 punto per fila più tre punti bonus) nei confronti di ogni giocatore che non ha sballato e viceversa ogni giocatore che non ha sballato vince sei punti. Inoltre il giocatore che ha sballato può perdere ulteriori punti se i giocatori "non-sballati" ottengono royalty. Se più di un giocatore sballa, tutti i giocatori che hanno sballato si trovano in parità e nessun punto viene vinto o perso. Considerando poi che diversamente dalle regole del poker chinese classico i giocatori non ricevono tutte le tredici carte in una volta, il gioco comporta alti rischi di sballo e dunque i giocatori devono adottare strategie per evitarlo.

## Distribuzione e posizionamento delle carte
Nell'open face chinese poker ogni giocatore riceve 5 carte all'inizio e quindi da 1 a 3 carte successivamente (a seconda delle varianti del gioco) sino a 13 carte. Tutte le carte vengono posizionate sulle tre file scoperte ("da cui il nome "open face"). Il mazziere distribuisce le carte in senso orario partendo dal giocatore alla sua sinistra. Il giocatore può posizionare le carte dove preferisce in qualsiasi fila. Per esempio se un giocatore riceve A♣ 2♦ 3♠ 4♥ 5♣ può posizionarle tutte nella fila back o nella fila middle o parte nella front e parte in una delle altre due. Quando una fila è completata (ad es. 3 carte nella fila front e/o 5 nella fila middle o back) le carte dovranno essere posizionate nelle file ancora non complete. Una volta che una carta è stata posizionata su una fila non può più essere spostata.

## Fantasyland
Fantasyland è una condizione bonus particolare attribuita al giocatore che senza sballare ha ottenuto una coppia di donne (QQ) o una mano superiore nella fila front. Una volta ottenuto lo stato di Fantasyland, nella partita successiva il giocatore riceverà tutte le tredici carte coperte mentre gli altri giocatori non in fantasyland ricevono le carte come previsto dalla regola standard dell'OFP. Altro vantaggio del giocatore in Fantasyland è che posizionerà le carte coperte mentre gli altri giocatori le posizioneranno come previsto scoperte. Il giocatore in fantasyland continuerà a rimanerlo se otterrà le seguenti condizioni:
| Fila         | Valore della mano |
| Front (e/o)  | Tris              |
| Middle (e/o) | Full o maggiore   |
| Back (e/o)   | Poker o maggiore  |

Più di un giocatore può ottenere la condizione di fantasyland. Un ulteriore modo di mantenere lo stato di fantasyland consiste nell'ottenere 10 o più punti di royalty in qualsiasi fila.

## Punteggi
Lo stake giocato nell'OFP è detto "punti": prima dell'inizio della partita viene stabilito l'ammontare di denaro per ogni punto. Il punteggio base è dato da un punto per ogni fila vincente contro la fila degli opponenti: il giocatore vincente dunque ottiene un punto per ogni fila di ogni giocatore opponente che ha una mano più debole nelle rispettive file. Dunque, a differenza di una mano di poker tradizionale, nell'OFP si può vincere anche non avendo sempre la miglior mano al tavolo su ogni fila. In alcune varianti il giocatore ottiene ulteriori punti se ottiene la mano migliore su due o tre file. Nel caso di vittoria su tre file si dice che il giocatore ha fatto "scoop". Inoltre, per la natura di testa-a-testa della comparazione tra giocatori, è possibile per giocatori diversi giocare per differenti "stakes". Ad esempio, A e B possono giocare  $10 per punto tra di loro, mentre gli altri per $1 per punto. Esistono molte varianti nei calcolo dei punti e della divisione del denaro: fate riferimento ai link esterni per maggiori approfondimenti.
Il più comune metodo di calcolo dei punteggi nell'OFP è il cosiddetto metodo 1-6.
Nel metodo 1-6 i giocatori ricevono 1 punto per ogni fila vincente e 3 punti in caso di "scoop". I giocatori pendenti perdono 1 punto per ogni fila perdente e 3 punti verso ogni giocatori da cui hanno subito lo "scoop".
Nell'esempio precedente Hellmuth paga Ivey 4 punti, dato che Hellmuth ha ottenuto 5 punti, mentre Ivey 9. La differenza è  4, e quindi Hellmuth paga a Ivey 4 punti. Hellmuth riceve 5 punti avendo ottenuto 1 punto per la fila middle vincente, e 4 punti di royalty per il colore nella fila back. Il totale è 5. Ivey ottiene 9 punti: 1 per  fila front vincente più 1 di royalty per aver fatto coppia nella front, 1 per la fila back vincente più 6 per averla vinta con un full. Totale 9 punti.
I punti vengono aggiunti ai vincitori e sottratti ai perdenti nella progressione del gioco.  Se la partita ha più di due giocatori i giocatori guadagnano un punto per ogni fila vincente rispetto ad ogni giocatore e viceversa perdono un punto con ogni giocatore per ogni fila perdente.

## Royalty
Le royalty, dette anche bonus, sono punti extra attribuiti a giocatori vincenti con mani particolarmente forti. Nella tabella seguente le royalty applicate più frequentemente nell'OFP:
Back
- Scala = 2 punti
- Colore = 4 punti
- Full House = 6 punti
- Poker = 10 punti
- Scala Colore = 15 punti
- Scala Reale = 25 punti

Middle
- Scala = 4 punti
- Colore = 8 punti
- Full House = 12 punti
- Poker  = 20 punti
- Scala Colore = 30 punti
- Scala Reale = 50 punti

Front
- Coppia di sei (6, 6) = 1 punto
- Coppia di sette (7, 7) = 2 punti
- Coppia di otto (8, 8) = 3 punti
- Coppia di nove (9, 9) = 4 punti
- Coppia di dieci (10, 10) = 5 punti
- Coppia di Jacks (J, J) = 6 punti
- Coppia di Regine (Q, Q) = 7 punti
- Coppia di Re (K, K) = 8 punti
- Coppia d'Assi (A, A) = 9 punti
- Tris = 20 punti

## Varianti
Pineapple open face chinese poker (POFC) — Gioco per un massimo di tre giocatori. Ogni giocatore riceve 5 carte all'inizio del partita. Invece che ricevere una carta per volta nel prosieguo del gioco ne riceve tre alla volta Delle tre carte ricevute i giocatori ne posizionano due e ne scartano una, sin a quando posizioneranno 13 carte. Il giocatore in fantasylend riceverà 14 carte coperte, ne posizionerà 13 sempre coperte e ne scarterà una.